# Darling Légitimus
Darling Légitimus est une actrice et artiste de music-hall française née le 21 novembre 1907 au Carbet (Martinique) et morte le 7 décembre 1999 au Kremlin-Bicêtre (Val-de-Marne). 
Ayant commencé sa carrière dans la Revue nègre, aux côtés de Joséphine Baker et Sidney Bechet, elle a longtemps été la doyenne des artistes noirs francophones.

## Biographie

### Jeunesse
De son vrai nom Marie Berthilde Paruta (mais communément appelée Mathilde, contraction de ses deux prénoms), elle naît le 21 novembre 1907 au Carbet (Martinique). Devenue orpheline prématurément à l'âge de deux ans, elle est élevée par une tante à Caracas (Venezuela).

### Carrière
Elle arrive à Paris à l'âge de seize ans, souhaitant devenir chanteuse et danseuse. D'abord connue sous le nom de Miss Darling, elle prend ensuite pour nom d'artiste Darling Légitimus. Elle danse dans la Revue nègre de Joséphine Baker et pose pour Pablo Picasso et pour le sculpteur Paul Belmondo, père de Jean-Paul Belmondo.
Pendant les années 1930, Darling Légitimus est auteure, compositrice et interprète de chansons antillaises, de biguines et de mazurkas. Elle enregistre et se produit au bal Blomet aux côtés de musiciens connus à l'époque, comme Sosso Pé-En-Kin et son orchestre.
Elle est présente au cinéma de 1933 à 1983 ; elle a été dirigée notamment par Henri-Georges Clouzot dans Le Salaire de la peur (1953), Raymond Rouleau dans Les Sorcières de Salem (1957), créé au théâtre avec Simone Signoret et Yves Montand, mais aussi Sacha Guitry, Jean-Claude Brialy, Bernardo Bertolucci, etc.
Dans les années 1950, elle commence une carrière au théâtre, notamment dans des pièces de Jean Genet (Les Nègres) et d'Aimé Césaire.
Dans les années 1960, elle participe à plusieurs productions de l'ORTF, dont le téléfilm de Jean-Christophe Averty Les Verts Pâturages.
En 1983, à l'âge de 76 ans, elle obtient la Coupe Volpi de la meilleure interprétation féminine à la 40e Mostra de Venise pour son interprétation dans Rue Cases-Nègres, de la cinéaste martiniquaise Euzhan Palcy.
Tout au long de sa vie, elle a côtoyé un grand nombre d'artistes célèbres, parmi lesquels Arletty, Fernandel, Marlon Brando, Pierre Brasseur, Coluche…
Elle meurt en 1999, sans avoir rejoué depuis Rue Cases-Nègres, malgré  sa récompense obtenue à Venise. Ses cendres ont été déposées au columbarium du cimetière du Père-Lachaise (case 16411).

### Vie privée

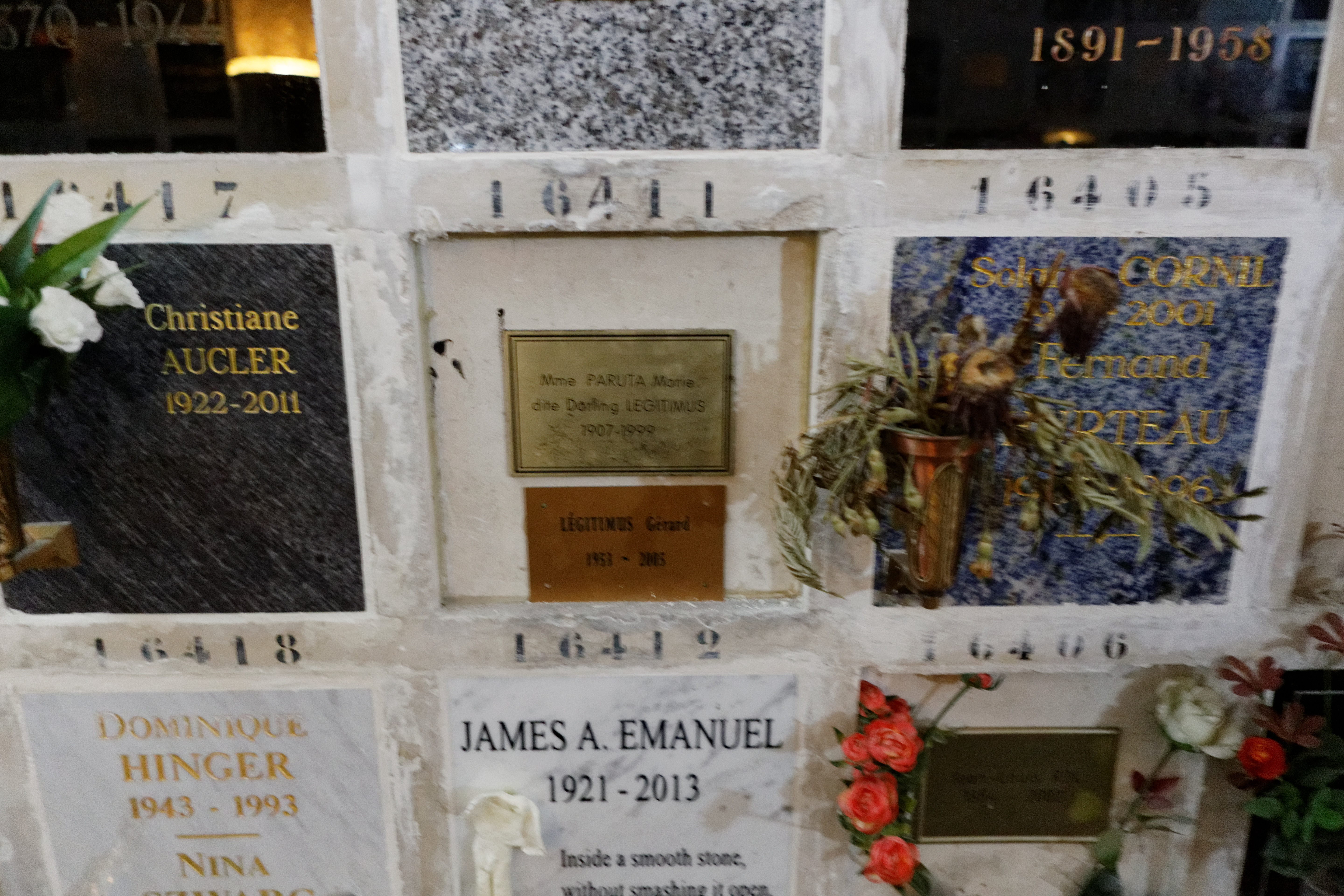
Plaque funéraire de Darling Légitimus au cimetière du Père-Lachaise (columbarium, division 87).

À son arrivée à Paris, elle rencontre Étienne Légitimus (1903-1982), fils du député guadeloupéen Hégésippe Jean Légitimus (1868-1944) et devient sa compagne.
Le couple aura une fille, Marcelle (1927-2007), et quatre fils, Théo (1929-2017), comédien et guitariste, Gésip (1930-2000), directeur artistique, journaliste et trompettiste, Gustave (1932-1976), batteur et chef d'orchestre, et Clément (1938), guitariste.
Elle est la grand-mère des acteurs Pascal Légitimus (né en 1959), Samuel Légitimus (né en 1965) et David Légitimus (né en 1966), chanteur de chansons françaises.

## Théâtre
- 1954 : Les Sorcières de Salem d'Arthur Miller, mise en scène Raymond Rouleau, théâtre Sarah-Bernhardt
- 1956 : Les Sorcières de Salem d'Arthur Miller, mise en scène Raymond Rouleau, théâtre des Célestins
- 1959 : Les Nègres de Jean Genet, mise en scène Roger Blin, théâtre de Lutèce : Félicité
- 1960 : Un raisin au soleil de Lorraine Hansberry, mise en scène Guy Lauzin, Comédie-Caumartin
- 1960 : Les Nègres de Jean Genet, mise en scène Roger Blin, théâtre de la Renaissance
- 1961 : Louisiane de Marcel Aymé, mise en scène André Villiers, théâtre de la Renaissance
- 1961 : Coralie et Compagnie de Maurice Hennequin et Albin Valabrègue, mise en scène Jean Le Poulain, théâtre Sarah-Bernhardt
- 1962 : Les Petits Renards de Lillian Hellman, mise en scène Pierre Mondy, théâtre Sarah-Bernhardt
- 1964-1965 : La Tragédie du roi Christophe d'Aimé Césaire, mise en scène Jean-Marie Serreau, Festival de Salzbourg, puis théâtre de l'Odéon.               La pièce fut créée le 4 août 1964 au Festival de Salzbourg, puis en France l'année suivante au Théâtre de l'Odéon, par la Compagnie d'Art dramatique Europa Studio. La pièce fut jouée avec un succès grandissant à Berlin, à Bruxelles, à la Biennale de Venise, dans les maisons de la Culture en France, au festival mondial des Arts nègres à Dakar, à l'exposition internationale de Montréal, en Yougoslavie et au Piccolo Teatro de Milan.
- 1964 : Fête à Harlem de Melvin Van Peebles, mise en scène Roger Blin, Festival du Jeune Théâtre de Liège
- 1967 : Une saison au Congo d'Aimé Césaire, mise en scène Jean-Marie Serreau, La Fenice puis théâtre de l'Est parisien
- 1971 : Le Morne de Massabielle de Maryse Condé, mise en scène par Gabriel Garcia, théâtre des Hauts-de-Seine (Puteaux)
- 1973 : Le Diable aux collants verts de Tirso de Molina, mise en scène Pierre Debauche, théâtre Nanterre-Amandiers
- 1975 : Équateur Funambule, théâtre municipal de Fort-de-France
- 1975 : Gouverneurs de la rosée, adapté du roman de Jacques Roumain, mis en scène par le Théâtre noir, Paris
- 1976 :À la rencontre du petit matin, tournée en Guadeloupe et en Martinique puis Carré Silvia-Monfort ; reprise en 1990 à la biennale de Dakar (Sénégal) tournée en Guadeloupe et en Martinique. Novembre 1976, Nouveau Carré Sylvia Montfort. Mai 1976, Ciné Royal de Boulogne-Billancourt. Février 1977, Centre de vacances ou de loisirs du Vésinet. Décembre 1990, Biennale de Dakar (Sénégal) 1re partie de l'Aventure ambiguë tournée au Sénégal pour la série des Mémoires du Sud
- 1976 : Le Zoulou de Tchicaya U Tam'si, mise en scène Benjamin Jules-Rosette, Festival d'Avignon
- 1977 : Toussaint Louverture d'Édouard Glissant, mise en scène Benjamin Jules-Rosette, théâtre de la Cité internationale

## Filmographie

### Cinéma
- 1933 : Bouboule Ier, roi nègre de Léon Mathot
- 1937 : Les Perles de la couronne de Sacha Guitry et Christian-Jaque : la femme noire
- 1946 : Un ami viendra ce soir de Raymond Bernard
- 1947 : Le Bateau à soupe de Maurice Gleize
- 1947 : Les Trois Cousines de Jacques Daniel-Norman
- 1950 : Casimir de Richard Pottier : Caroline, une servante d'Angélita
- 1952 : Le Chemin de Damas de Max Glass
- 1952 : La Putain Respectueuse de Charles Brabant et Marcello Pagliero: une voyageuse dans le train (non créditée)
- 1953 : Le Salaire de la peur de Henri-Georges Clouzot : Rosa
- 1953 : Tourbillon d'Alfred Rode
- 1954 : Le Grand Jeu de Robert Siodmak
- 1955 : Napoléon de Sacha Guitry et Eugène Lourié : Blanche, la nourrice
- 1955 : Port du désir  de Edmond T. Gréville : la mère de Baba
- 1955 : Un missionnaire de Maurice Cloche
- 1957 : Les Sorcières de Salem de Raymond Rouleau : Tituba
- 1960 : Comment qu'elle est ? de Bernard Borderie : Palmyre
- 1962 : La Poupée de Jacques Baratier
- 1963 : Le Feu follet de Louis Malle
- 1971 : Le Cri du cormoran le soir au-dessus des jonques de Michel Audiard : la mère de Mélanie
- 1971 : Boulevard du rhum de Robert Enrico : la femme qui fredonne
- 1972 : Églantine de Jean-Claude Brialy : Lolo
- 1972 : Le Dernier Tango à Paris de Bernardo Bertolucci : la concierge
- 1973 : La Dernière Bourrée à Paris de Raoul André
- 1976 : Les vécés étaient fermés de l'intérieur de Patrice Leconte : la lingère
- 1979 : O Madiana de Constant Gros-Dubois : Mme Jonas
- 1980 : La Bande du Rex de Jean-Henri Meunier : Nounou
- 1980 : 5 % de risque de Jean Pourtalé
- 1983 : Rue Cases-Nègres de Euzhan Palcy : M’man Tine

### Télévision
- 1963 : La Case de l'oncle Tom : Dinah
- 1964 : Les Verts Pâturages de Jean-Christophe Averty d'après la pièce de Marc Connelly : Mme Noé
- 1965 : La Redevance du fantôme de Robert Enrico d'après Henry James : Belinda
- 1970 : Noële aux quatre vents, série télévisée d'Henri Colpi
- 1971 : François Gaillard ou la Vie des autres, série télévisée : Datifa (segment Pierre)
- 1971 : Face aux Lancaster, série télévisée d'Adonis Kyrou : Marie-Louise
- 1974 : Au théâtre ce soir : Pluie d'après Somerset Maugham, mise en scène René Clermont, réalisation Georges Folgoas, théâtre Édouard-VII
- 1978 : Au théâtre ce soir : Vous ne l'emporterez pas avec vous de Moss Hart et George S. Kaufman, mise en scène Jean-Luc Moreau, réalisation Pierre Sabbagh, théâtre Marigny : Rébad

## Hommages
En 1992, un hommage lui est rendu lors du gala de clôture du 12e Festival d'Amiens. Ce jour coïncidait avec celui de son 85e anniversaire. Pour l'occasion, elle était entourée de plusieurs membres de sa famille ainsi que de nombreux personnalités comme Laurent Voulzy, Manu Dibango, Kassav', Touré Kunda et plus de trente cinéastes et acteur du monde entier[réf. nécessaire].
Lors de la 25e cérémonie des César en 2000, l'écrivaine Calixthe Beyala et le comédien antillais Luc Saint-Éloy, représentants du collectif Liberté, sont montés sur scène pour revendiquer une plus grande présence des minorités sur les écrans français et ont rendu hommage à Darling Légitimus, que les organisateurs de la cérémonie avaient omis de citer parmi les comédiens disparus au cours de l'année précédente.
En 2021, le festival Ciné-Banlieue crée le prix d'interprétation féminine « Darling Légitimus ». À cette occasion, le festival diffuse  le documentaire Darling Légitimus, notre grand-mère, notre doudou de Pascal Légitimus suivi du film d'Euzhan Palcy Rue Cases-Nègres. Les séances sont présentées par son petit-fils, l'acteur et metteur en scène Samuel Légitimus, également fondateur en 1993 du collectif James-Baldwin.

## Distinctions
Le 8 avril 1998, Darling Légitimus est nommée au grade de chevalier dans l'ordre national de la Légion d'honneur au titre de « ancienne artiste de théâtre et de cinéma ; 52 ans d'activités artistiques ».

### Récompense
- 1983 : Coupe Volpi de la meilleure interprétation féminine pour Rue Cases-Nègres